# Incendio della metropolitana di Baku del 1995
L'incendio della metropolitana di Baku del 1995 fu un incendio che scoppiò il 28 ottobre 1995 nella metropolitana di Baku, capitale dell'Azerbaigian, tra le stazioni di Ulduz e Nəriman Nərimanov.
Secondo dati ufficiali, l'incendio uccise 289 persone: 286 passeggeri (di cui 28 bambini) e 3 soccorritori. Altre 270 persone sono rimaste ferite. Si ritiene che l'incendio sia stato causato da un malfunzionamento elettrico, ma non è stata esclusa la possibilità di un eventuale sabotaggio.
Nonostante numerose persone siano sopravvissute evacuando il treno, questo evento rimane il più mortale al mondo avvenuto in una metropolitana. A una persona, Chingiz Babayev, fu assegnato postumo il titolo di Eroe nazionale dell'Azerbaigian per aver salvato la vita agli altri passeggeri.

## Contesto
Le stazioni della metropolitana Ulduz e Nəriman Nərimanov servono la parte settentrionale della capitale dell'Azerbaigian, Baku. Il tunnel tra loro era dotato di un sistema di ventilazione controllabile, ma aveva una sezione trasversale relativamente stretta, alta 5,6 metri e larga 5.
L'anno precedente, due diversi attentati terroristici avvenuti nella metropolitana uccisero complessivamente 27 persone.
Prima del 1995 il più mortale incidente in metropolitana fu l'incidente di Malbone Street del 1918 a New York, che uccise 93 persone, mentre l'incendio più mortale fu il disastro della stazione di Couronnes avvenuto nella metropolitana di Parigi nel 1903, che uccise 84 persone.

## Incendio
L'incendio, causato da un guasto elettrico, si verificò durante l'ora di punta del sabato sera, circa alle 18:00. Il treno interessato, composto da cinque vagoni a pieno carico, aveva appena lasciato la stazione di Ulduz per raggiungere quella di Nəriman Nərimanov. I passeggeri nella carrozza numero 5 sentirono odore di fumo, mentre, i passeggeri della carrozza 4 videro del fumo bianco, che presto diventò nero. Il presunto malfunzionamento elettrico (una scintilla o un arco elettrico nelle apparecchiature elettriche nella parte posteriore della quarta carrozza) arrestò la marcia del treno circa 200 metri prima dalla stazione di Ulduz. Quando il treno si fermò, il tunnel si riempì di fumo. L'autista segnalò l'incidente, richiedendo l'interruzione dell'alimentazione. Tuttavia, le emissioni letali di monossido di carbonio dai materiali sintetici in fiamme nei vagoni, intossicarono rapidamente i passeggeri. A causa delle difficoltà ad aprire le porte di una delle carrozze, i passeggeri furono costretti a trasbordare e evacuare attraverso un'altra vettura. Circa 15 minuti dopo l'inizio dell'incendio, il sistema di ventilazione della galleria passò alla modalità di scarico e gran parte del fumo venne quindi espirato all'esterno. Diverse persone furono folgorate mentre cercavano di afferrare i cavi dell'alta tensione per sfuggire dal treno ardente.
La maggior parte dei morti, inclusi 28 bambini, fu trovata all'interno del treno, molti dei quali perirono schiacciati o calpestati. 40 corpi sono furono trovati all'interno del tunnel.
I sopravvissuti raccontarono di aver visto scintille dai cavi dell'alta tensione subito dopo che il treno aveva lasciato la stazione di Ulduz. Uno dei passeggeri, Tabil Huseynov, 45 anni, descrisse la situazione nel modo seguente: "Non appena il treno è entrato nel tunnel, ho visto un lampo. Poi le fiamme hanno avvolto il vagone del treno, si è udito un rumore di vetri rotti e le luci si sono spente. Le persone hanno iniziato a rompere le finestre per uscire. Stavamo iniziando a soffocare".
Il numero stimato di vittime variò dopo l'incendio: secondo quanto riferito, i funzionari dell'obitorio contarono almeno 303 corpi, mentre l'agenzia di stampa indipendente azera Turan, citando i funzionari medici, affermò che il numero di persone uccise era 337.
Fu dichiarato un periodo di lutto di due giorni. La LUKoil erogò aiuti finanziari alle famiglie delle vittime per circa 9000 dollari statunitensi.

## Indagine
La commissione d'inchiesta del governo ha concluso che l'incendio fu causato da un guasto elettrico. L'incendio iniziò nel motore di trazione di una carrozza. Non vennero trovati esplosivi. Il presidente della commissione, il vice primo ministro Abbas Abbasov, menzionò la presenza di "attrezzature sovietiche obsolete".
Secondo quanto riferito, vennero trovati due misteriosi grandi fori sul lato di una delle carrozze distrutte e la televisione nazionale azera, citando alcuni esperti, affermò che i fori indicano l'uso di un dispositivo esplosivo. Il presidente Heydər Əliyev disse ad un funzionario statunitense che, nonostante le informazioni preliminari attribuivano la causa ad un errore tecnico, l'incendio fu causato "probabilmente un atto organizzato di sabotaggio".
La Corte Suprema dell'Azerbaigian condannò due persone per negligenza criminale. L'operatore della metropolitana venne condannato a 15 anni di prigione, mentre il controllore del traffico della stazione a 10.